# Scuola empirica
La Scuola empirica è stata una scuola medica antica, fiorita nell'antica Grecia e nel mondo romano. I membri della scuola erano detti Empirici (greco: Ἐμπειρικοί) dalla parola empeiria (ἐμπειρία, «esperienza») in quanto derivavano la loro conoscenza medica dalla sola esperienza; nel far ciò si ponevano in contrasto con la Scuola dogmatica. A differenza dei dogmatici, ritenevano che la conoscenza delle cause e degli elementi primi (terra, acqua, aria e fuoco) non fosse necessaria per la prassi medica. L'importante non è la causa della malattia, ma ciò che la sopprime. 
Serapione di Alessandria e Filino di Cos, attivi nel III secolo a.C., sono considerati i fondatori della scuola; altri membri furono Glaucia di Taranto (II secolo a.C.), Apollonio di Cizio e Eraclide di Taranto (I secolo a.C.), Demostene Filalete, Diodoro, Lico di Napoli, Zopiro di Alessandria, Archibio, Zeucsis, Dionigi di Egea, Antioco di Laodicea (I secolo d.C.), Menodoto di Nicomedia, Bacchio, Teoda, Erodoto di Tarso, Eschirione, Sesto Empirico e Marcello Empirico. Le dottrine di questa scuola sono descritte da Aulo Cornelio Celso nell'introduzione del suo De Medicina.